# コンジェスティナ・アチエン
コンジェスティナ・アチエン（Conjestina Achieng、1980年 - ）は、ケニアのシアヤ県、ヤラ出身の女性ボクサー。ルオ族である。階級はミドル級。「石の手」のニックネームを持っており、世界ランク5位に名を連ねたこともある。また、女子ボクシングにおいては初めてタイトルを手にしたアフリカのボクサーでもある。
2005年にはケニアのスポーツマン・オブ・ザ・イヤーの女性部門にノミネートされ、キャサリン・ヌデレバに次ぐ2位となった。